# Ågerup Sogn (Roskilde Kommune)
Ågerup Sogn ist eine Kirchspielsgemeinde (dän.: Sogn) auf der dänischen Insel Seeland.
Bis 1970 gehörte sie zur Harde Sømme Herred im damaligen Roskilde Amt, danach zur Gundsø Kommune im Roskilde Amt, die wiederum im Zuge der Kommunalreform zum 1. Januar 2007 in der erweiterten Roskilde Kommune in der Region Sjælland aufgegangen ist.
Am 1. Januar 2025 lebten von den 2346 Einwohnern des Kirchspiels 1737 im Kirchort Ågerup und 394 in der Ortschaft Store Valby. Die „Ågerup Kirke“ liegt auf dem Gebiet der Gemeinde.
Nachbargemeinden sind im Norden Kirkerup Sogn, im Osten Hvedstrup Sogn, im Südosten auf dem Gebiet der Høje-Taastrup Kommune das Kirchspiel Fløng Sogn und im Süden Himmelev Sogn. Im Westen grenzt das Kirchspiel an den Roskilde-Fjord.